# Quốc huy Nepal
Quốc huy Nepal được thay đổi sau khi Nội chiến Nepal kết thúc. Chính quyền Nepal ngày 28 tháng 5 năm 2008 đã thông qua biểu tượng mới được vẽ theo phong cách xã hội chủ nghĩa. Ngày 13 tháng 6 năm 2020, tấm bản đồ trên quốc huy được vẽ thêm vùng lãnh thổ Kalapani và đèo Lipulekh.

## Mô tả
Quốc huy có nền là đỉnh Everest, những ngọn đồi rừng xanh mướt và vùng đồng bằng Terai màu mỡ. Cái bắt tay giữa nam và nữ tượng trưng cho bình đẳng giới. Phía trên cái bắt tay in bản đồ Nepal màu trắng, được một vòng hoa đỗ quyên đỏ (quốc hoa của Nepal) ôm lấy, mỗi bên có bảy bông. Trên đỉnh là quốc kỳ Nepal, ở dưới cùng có dải ruy băng đỏ mang tiêu ngữ viết bằng tiếng Phạn: जननी जन्मभूमिश्च स्वर्गादपी गरीयसी (jananī janmabhūmiśca svargādapi garīyasī), có nghĩa là "Mẹ và Tổ quốc vĩ đại hơn Thiên đàng".

## Lịch sử
Trước ngày 28 tháng 5 năm 2008, quốc huy Nepal bao gồm một con bò trắng, một con gà lôi xanh lục (Lophophorus impejanus), hai chiến binh Gurkha (một người mang kukri và cung, và người kia mang súng trường), đỉnh của dãy Himalaya, hai lá cờ Nepal và kukri vắt chéo, dấu chân của Gorakhnath (vị thần hộ mệnh của Gurkha) và mũ miện của quốc vương. Ở dưới có dải ruy băng đỏ với tiêu ngữ quốc gia. Từ năm 1935 đến năm 1962, biểu tượng mang thêm cả khẩu hiệu bằng tiếng Latinh: "Dulce et decorum est pro patria mori".

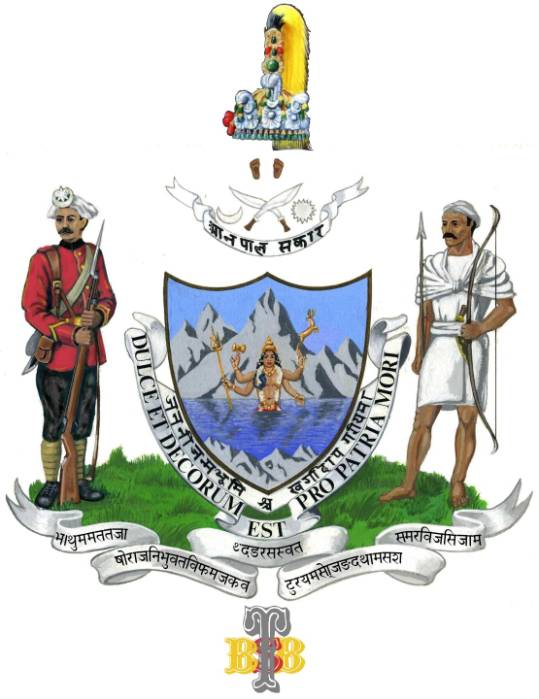
Quốc huy Vương quốc Nepal (1935)
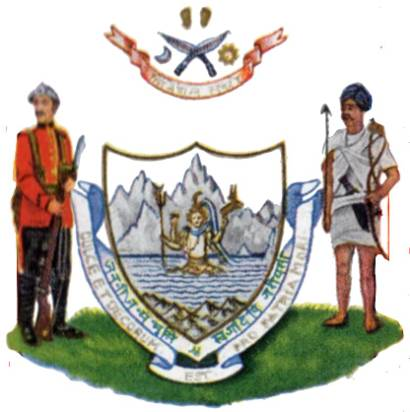
Quốc huy Vương quốc Nepal (1935–1946)
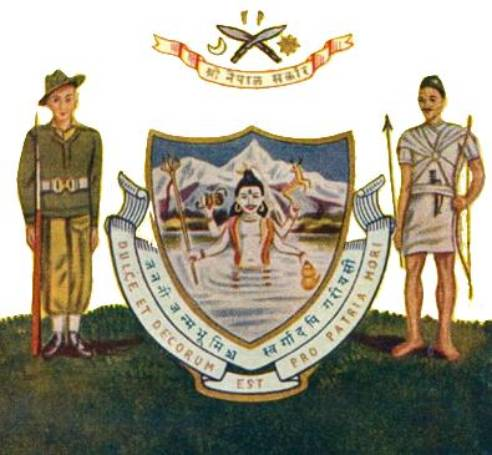
Quốc huy Vương quốc Nepal (1946–1962)
Quốc huy Vương quốc Nepal (1962–2008)
Quốc huy  Nepal (2008–nay)